# 藤曲インターチェンジ
藤曲インターチェンジ（ふじまがりインターチェンジ）は、山口県宇部市藤曲にある宇部湾岸道路のインターチェンジである。
2013年3月24日に藤曲IC-東須恵IC間の開通により当ICが終点のICから途中のICとなった。構造は山陽小野田方面のみ接続するダイヤモンド型のハーフICであり、当ICと同日に開通した厚東川新橋の街路部（一般道路部）に直通する。山陽小野田市の本山方面から、国道190号を経由せずに宇部市中心部へ向かう場合には、このICを利用することになる。

## 歴史
- 2011年8月21日 : 西中町IC - 藤曲IC間開通に伴い供用開始[1][2]。
- 2013年3月24日 : 藤曲IC - 東須恵IC間開通。

## 周辺
- 協和発酵キリン宇部工場
- 厚東川

## 接続する道路
- 山口県道354号妻崎開作小野田線
山陽小野田方面とのみ接続。

## 料金所
無料区間につき料金所なし

## 隣
宇部湾岸道路
西中町IC - 藤曲IC - 妻崎開作IC